# Norvég városok zászlóinak képtára
Ez a galéria Norvég városok egy részének zászlóit mutatja be.

## Hordaland megye

Bergen
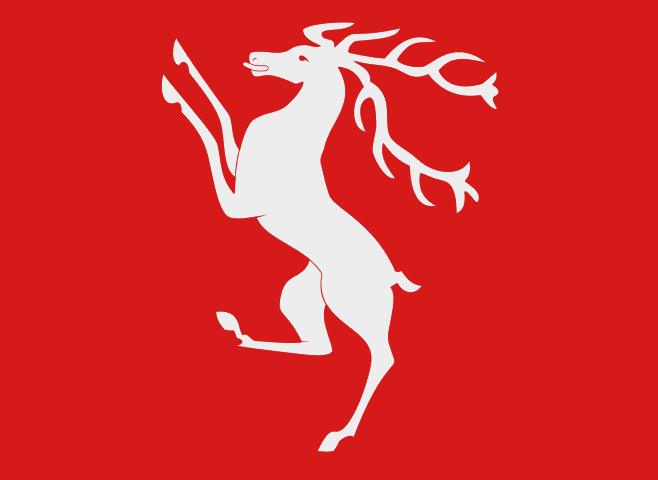
Voss

## Finnmark megye

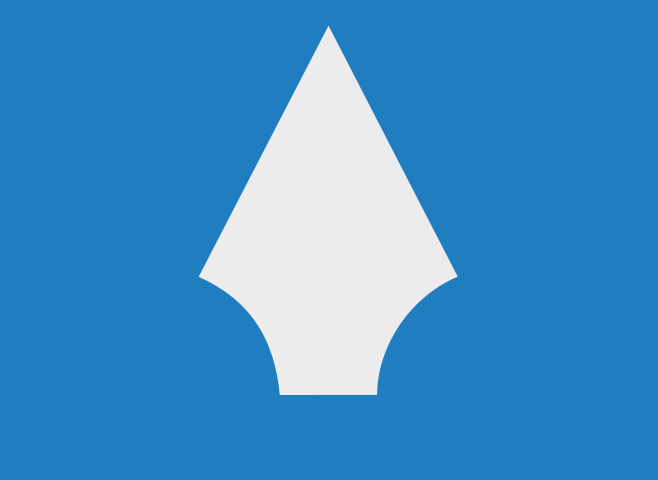
Alta
Båtsfjord
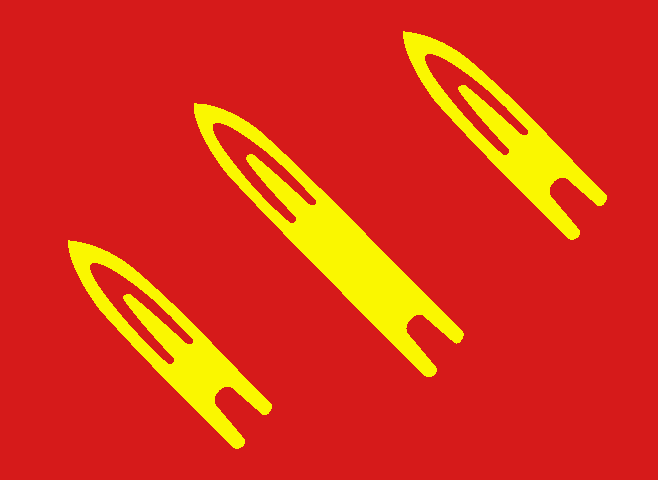
Gamvik
Hammerfest
Hasvik
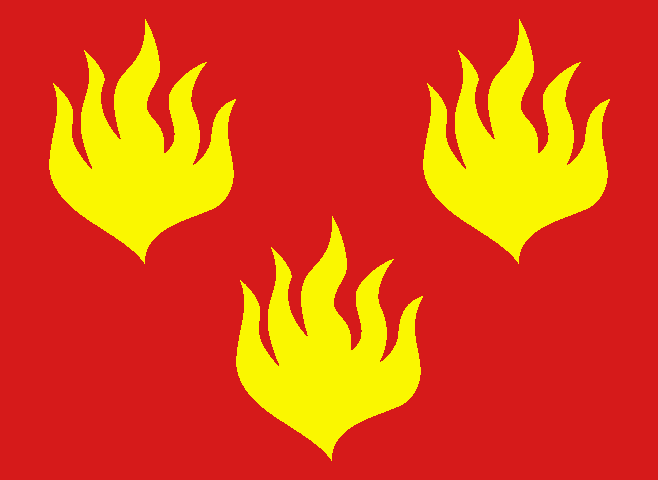
Karasjok
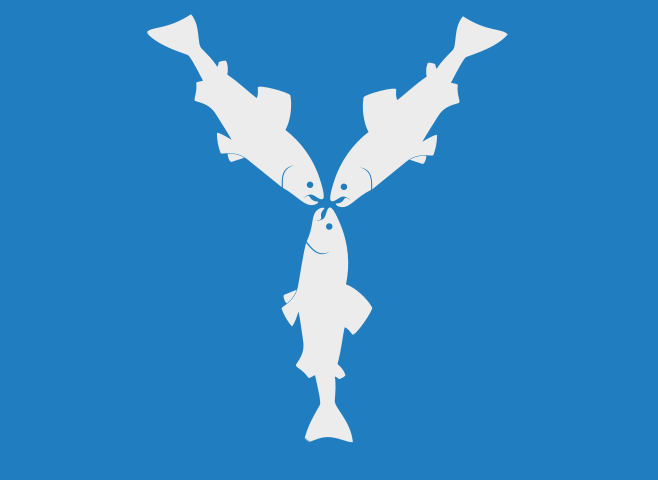
Kvalsund
Lebesby
Loppa
Masoy
Nesseby
Nordkapp
Pørsanger
Sør-Varanger
Tana
Vadsø
Kautokeino